# Acupalpus meridianus
Acupalpus meridianus es una especie de escarabajo del género Acupalpus, familia Carabidae. Fue descrita científicamente por Linnaeus en 1760.
Esta especie es nativa del Paleártico. Habita en Gran Bretaña, Dinamarca, Noruega, Suecia, Finlandia, Francia, Bélgica, Países Bajos, Alemania, Suiza, Austria, Chequia, Eslovaquia, Hungría, Polonia, Estonia, Letonia, Lituania, Bielorrusia, Ucrania, Portugal, España, Italia, Eslovenia, Croacia, Bosnia y Herzegovina, Yugoslavia, Macedonia del norte, Albania, Grecia, Bulgaria, Rumania, Moldavia, Irán, Georgia, Armenia, Azerbaiyán, Kazajistán, Kirguistán,  Canadá y Rusia. En los Estados Unidos, el registro más antiguo en el estado de Washington data de comienzos de la década de 1930.
Mide 3-4 mm.